# Lago Babati
El lago Babati es un lago poco profundo del norte de Tanzania, conocido por su población de hipopótamos. Las recientes sequías han llevado, sin embargo, a una reducción importante del número de estos mamíferos.
Los hipopótamos han convertido este lugar en un atractivo turístico. El lago se extiende de NNE a SSW, a lo largo de unos 10 km. Su mitad norte tiene 1,25 km de anchura media, y en la mitad sur se amplia hacia el oeste, hasta unos 3 km. Toda la circunferencia del lago está humanizada, con una cuarentena de aldeas y campos de cultivo, aunque el mayor poblamiento se encuentra al norte, donde se encuentra la población de Babati, de unos 300.000 habitantes.
La abundancia de hoteles hacen que esta zona sea punto de partida de excursiones en canoa para ver hipopótamos, pero también para ascender al monte Hanang, de 3.418 m, la cuarta montaña de Tanzania, donde viven los turísticos barbaig, que pertenece a la etnia de los datooga, y el monte Kwaraa, de 2.415 m.
El lago está considerado reserva de hipopótamos, y está al sur del parque nacional del lago Manyara y al oeste del parque nacional de Tarangire. La disminución de hipopótamos no se debe solo a las sequías, pues hay un conflicto entre los pescadores y estos animales, y algunos los cazan por su carne y por los colmillos.

## Historia
Durante los años 1930, las colinas que rodean el lago Babati eran un lugar predilecto para cazar leones por la nobleza europea. Ernest Hemingway habló de sus expediciones en torno al lago en su novela Las verdes colinas de África. En Memorias de África, de Isak Dinesen, también se hace referencia a las orillas del lago.
Durante los años 1964, 1979 y 1990, el lago se desbordó, causando daños en las poblaciones de los alrededores. El mayor desastre se produjo el 6 de abril de 1990.